# چاینا تلکام
چاینا تلکام (به چینی: 中国电信集团公司, 中国电信) شرکت مخابرات دولتی چین است. این شرکت بزرگترین ارائه‌دهنده خدمات تلفن ثابت و سومین اپراتور تلفن همراه در جمهوری خلق چین می‌باشد.